# Галапагосский морской лев
Галапагосский морской лев (лат. Zalophus wollebaeki) — один из трёх видов калифорнийских морских львов.

## Ареал
Ареал — Галапагосские острова. Однако представители вида зафиксированы на островах Исла-де-ла-Плата и Горгона близ побережья Южной Америки. Также есть сведения об обитании на острове Кокос.

## Описание вида
Галапагосский морской лев очень схож с калифорнийским. Самцы весят около 250 кг, самки заметно меньше. За детёнышами следят, пока те не достигнут массы 80—100 кг. Масса при рождении — около 25 кг. Численность вида оценивают в 20—40 тыс. голов.
Вид немигрирующий.
В природе, особенно для молодняка, наибольшую опасность представляют акулы.

## Охранный статус
Охранный статус — EN, относится к вымирающим видам.

## Систематика
До середины XX века галапагосский морской лев выделялся как подвид калифорнийского (Zalophus californianus wollebaeki), но позже стал выделяться в отдельный вид.

## Галерея

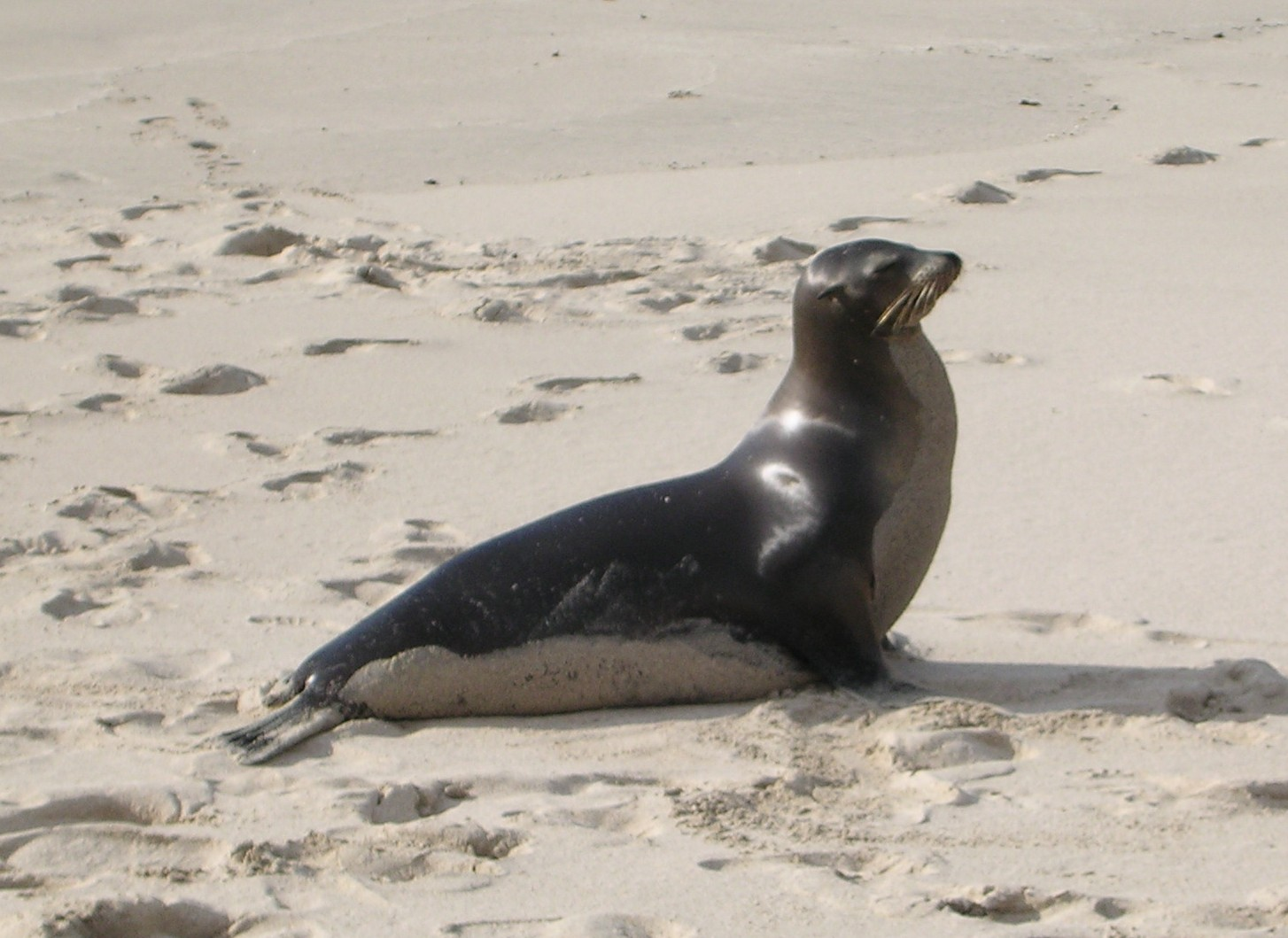
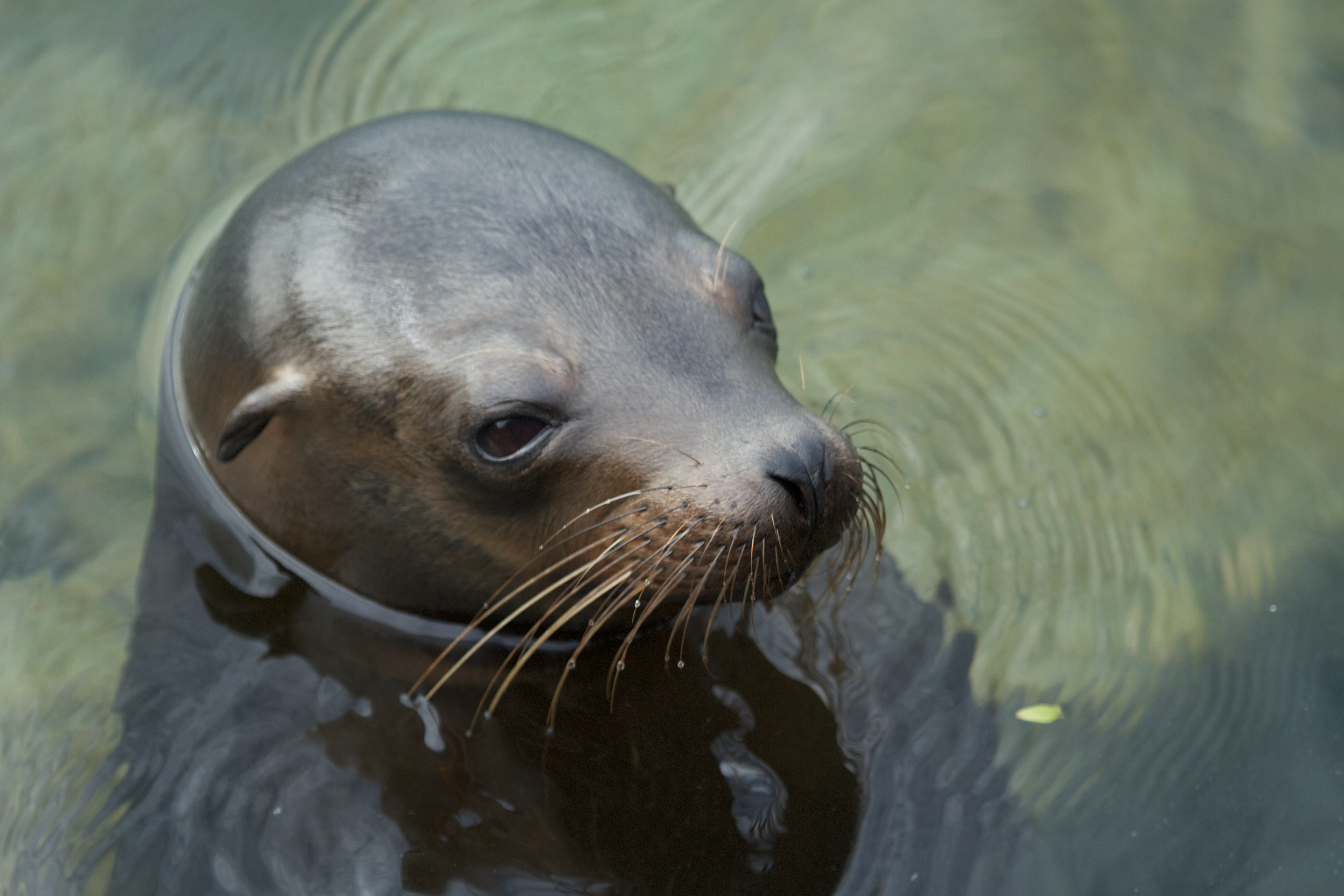
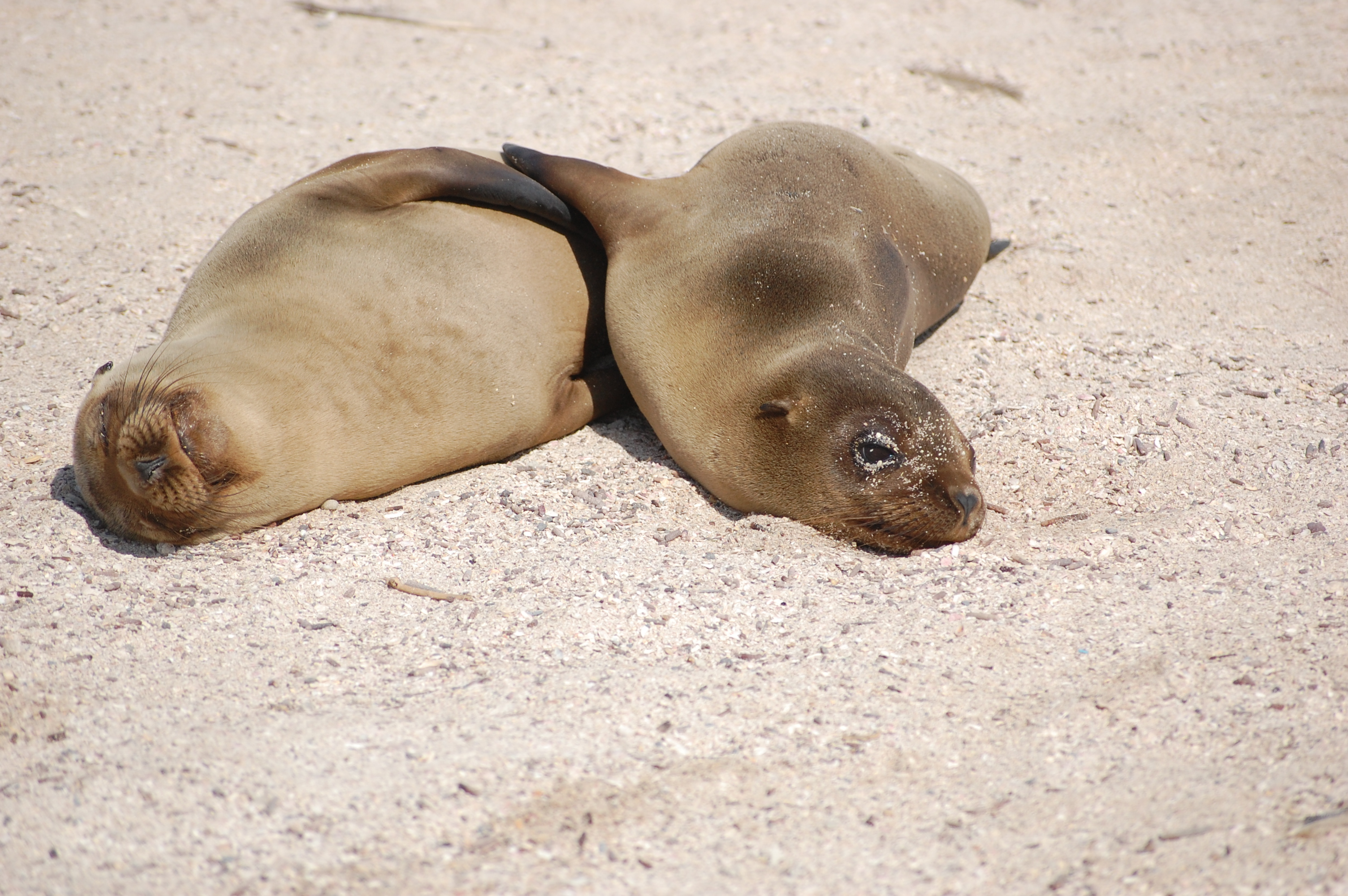
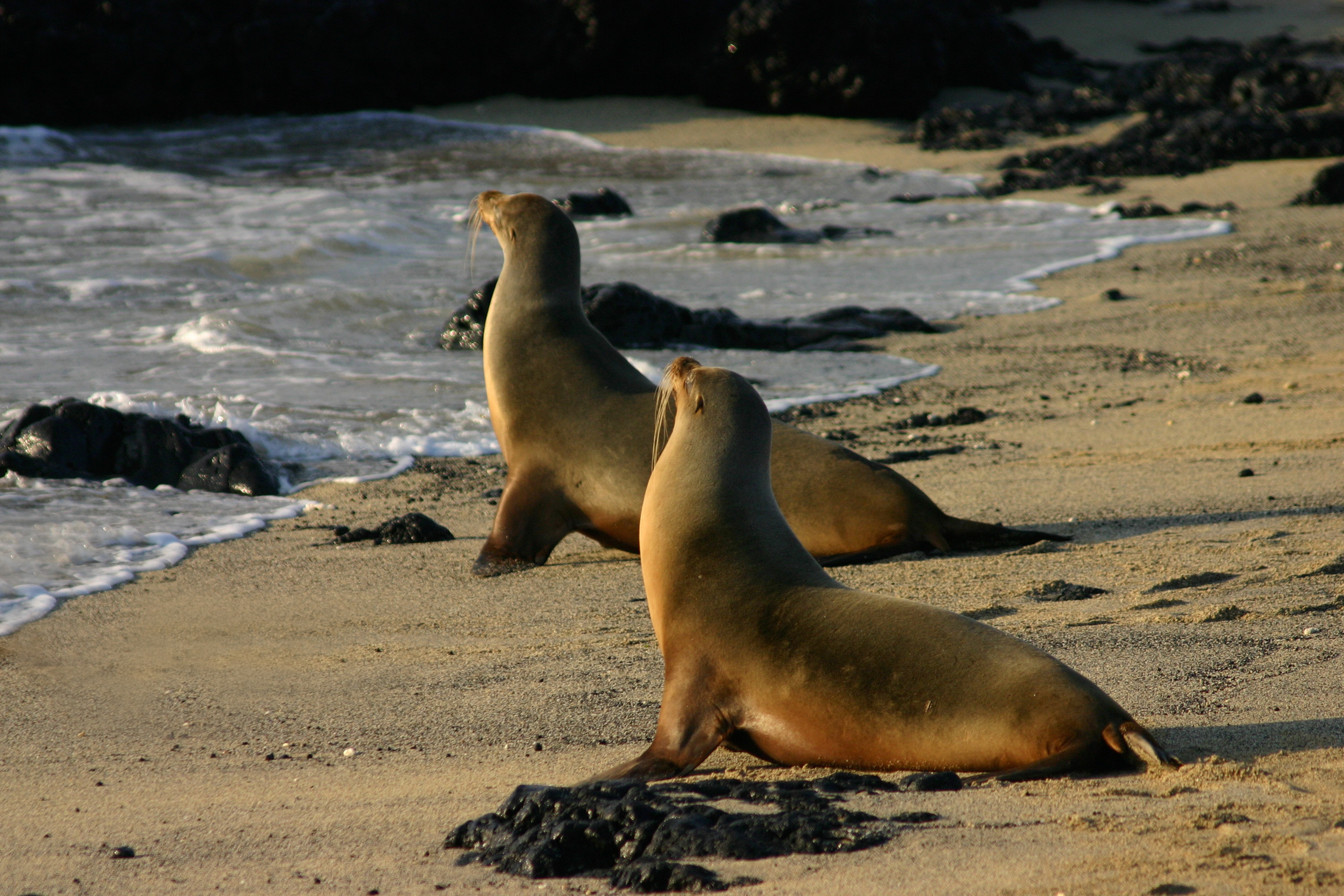